# Bosio, Piemonte
Bosio är en ort och kommun i provinsen Alessandria i regionen Piemonte i Italien. Kommunen hade 1 178 invånare (2018).